# Hilfskleinod
Unter einem Hilfskleinod versteht der Heraldiker eine Unterlage, um bestimmte Wappenbilder (gemeine Figuren) aus dem Wappenschild im Oberwappen zu wiederholen. So ist das Schirmbrett aufgrund seiner besonders großen Fläche dazu hervorragend geeignet.
Als Hilfskleinodien gelten weiterhin der Flug (offen oder geschlossen) und der Federköcher sowie die Hörner und Hüte, wenn auf ihnen Heroldsbilder aus dem Wappenschild sich wiederholen. 